# Kevin J. Worthen
Kevin J Worthen, född 15 april 1956, är rektor vid Brigham Young University i Utah. Han är därtill medlem i Jesu Kristi Kyrka av Sista Dagars Heliga där han innehar ämbetet som sjuttio.